# Форест Грін Роверз
ФК «Форест Грін Роверз» (англ. Forest Green Rovers Football Club) — англійський футбольний клуб з міста Нейлсворт, заснований у 1889 році. Виступає у Другій лізі. Домашні матчі приймає на стадіоні «Нью Лоун», який вміщує 5 141 глядача.